# Principios de Barcelona
Los Principios de Barcelona hacen referencia a la Declaración de Principios de Investigación de Barcelona, un listado de siete principios voluntarios establecidos por la industria de las relaciones públicas (RRPP) para medir la eficacia de sus campañas. Fueron el primer marco extendido para la medición efectiva de las relaciones públicas y la comunicación, permitiendo estudiar los métodos más eficaces para llevar a cabo una campaña.  Estos principios sirvieron como una guía para ayudar a los profesionales a incorporar el creciente panorama de medios en un marco transparente, fiable y consistente.
Los Principios de Barcelona fueron acordados por profesionales de 33 países tras la reunión global celebrada en Barcelona, España, en 2010 de la Asociación Internacional para la Medición y la Evaluación de la Comunicación (AMEC según sus siglas en inglés). Los Principios identificaron la necesidad de una medición de resultados que pase de medir outputs (los resultados físicos o tangibles de la actividad: una aparición en medios, una mención en una web, un folleto, una publicación en redes sociales) a medir outcomes (la cuantificación del cambio de percepción o actuación creada en un usuario, como el reconocimiento, la preferencia o la compra), rechazaron la equivalencia publicitaria en RRPP y el reconocieron el valor de las redes sociales como medio de comunicar y llegar al gran público o a segmentos específicos de este.

## Principios de Barcelona 1.0 (2010)
La formulación original de los Principios de Barcelona fue la siguiente:
1. Importancia del establecimiento de objetivos y de la medición.
2. Medir el efecto de los outcomes es preferible a medir los outputs.
3. El efecto en los resultados de negocio puede y debe ser medido siempre que sea posible.
4. La medición de los medios requiere analizar cantidad y calidad.
5. El Valor Publicitario Equivalente no determina el valor de las Relaciones Públicas.
6. Las redes sociales pueden y deben ser medidas.
7. La transparencia y la reproducibilidad son clave para una medición sólida.

## Principios de Barcelona 2.0 (2015)
En el verano de 2015, los socios de AMEC acordaron en su encuentro internacional en Estocolmo lanzar una versión actualizada de los Principios promulgados en 2010. Los Principios de Barcelona 2.0 nacían tras cinco años de reflexión y resultados. Los principios de 2010 nunca se plantearon como una solución definitiva y cerrada. Estuvieron más dirigidos a indicar qué no se debía hacer y a promover la importancia de la medición entre los profesionales. La actualización proponía enfoques más prescriptivos, que ampliaban el alcance de la medición de las relaciones públicas y reforzaban el foco sobre lo cualitativo. 
Los Principios  de 2010 fueron reformulados y extendidos para su versión 2.0.  En su versión resumida, los 7 Principios quedaron así:
1. El establecimiento de objetivos y la medición son fundamentales para la comunicación y las relaciones públicas.
2. Se recomienda la medición de outcomes de comunicación por encima de los outputs.
3. El efecto sobre el rendimiento de una compañía puede y debe medirse siempre que sea posible.
4. La medición y la evaluación requieren métodos tanto cuantitativos como cualitativos.
5. El Valor Publicitario Equivalente no mide el valor de la comunicación.
6. Las redes sociales pueden y deben medirse, de forma consistente con el resto de medios.
7. La medición y la evaluación deben ser transparentes, consistentes y válidas.